# Sumpf-Kreuzläufer
Der Sumpf-Kreuzläufer oder Kreuzfleckige Scheuläufer (Panagaeus cruxmajor) ist ein Käfer aus der Familie der Laufkäfer (Carabidae). Es gibt von der Gattung zwei sehr ähnlich aussehende Arten, die sich jedoch in ihren Umweltansprüchen deutlich voneinander unterscheiden.

## Merkmale
Die Käfer erreichen eine Körperlänge von 7,5 bis 9 Millimetern. Der schwarze Körper ist etwa zweieinhalb mal so lang wie breit, die größte Breite erreicht er im letzten Drittel der Flügeldecken. Er ist nur mäßig gewölbt und dicht, hell und abstehend fein behaart.
Der Kopf ist nach vorn gestreckt und viel schmaler als der Halsschild. Die Augen sind halbkugelförmig hervorragend (Abb. 1). Die elfgliedrigen Fühler sind fadenförmig und ab dem 4. Glied fein behaart. Sie sind dunkel, nur die letzten Glieder sind braunrot. Die Fühler sind hinter der Basis der Oberkiefer vor den Augen eingelenkt. Die Oberlippe ist kurz und abgerundet (Abb. 8a). Der Oberkiefer ist kurz, mit abgebogener Spitze und ohne Zahn (Abb. 8b). Die Kiefertaster sind langgestreckt, das Endglied beilförmig schräg abgeschnitten (Abb. 2, Abb. 8c). Das Kinn ist dreizähnig, der mittlere Zahn zweispaltig (Abb. 8d links). Das Endglied des Lippentasters ist ebenfalls schräg abgestutzt (Abb. 8d).
Der Halsschild ist rundlich und an der Seite gerandet. Er ist breiter als lang, aber schmaler als die Flügeldecken. Er ist stark unregelmäßig strukturiert und etwas breiter als der mehr rundliche Halsschild des Zweifleck-Kreuzläufer (Panagaeus bipustulatus) (Abb. 6, oben).
| |                                                                |
| Abb. 4: Frontalansicht |                                                                |
| |                                                                |
| Abb. 1: Kopf und Brustschild | Abb. 5: Unterseite                                             |
| |                                                                |
| Abb. 2: Seitenansicht |                                                                |
| |                                                                |
| Abb. 3: Ausschnitt der Körperunterseite rechte Seite teilweise koloriert orange: Hinterbrust gelb: Hinterhüfte grün: 1. Abdominalsternit türkis: Trochanter des Hinterbeins blau: Schenkel des Hinterbeins | Abb. 6: Vergleich von P. cruxmajor (B) und P. bipustulatus (A) |
| Abb. 3: Ausschnitt der Körperunterseite rechte Seite teilweise koloriert orange: Hinterbrust gelb: Hinterhüfte grün: 1. Abdominalsternit türkis: Trochanter des Hinterbeins blau: Schenkel des Hinterbeins |                                                                |
| Abb. 3: Ausschnitt der Körperunterseite rechte Seite teilweise koloriert orange: Hinterbrust gelb: Hinterhüfte grün: 1. Abdominalsternit türkis: Trochanter des Hinterbeins blau: Schenkel des Hinterbeins | Abb. 7: Larve nach Reitter                                     |

| Abbildung 8: Mundwerkzeuge nach Reitter                                          |               |                |
|                                                                                  |               |                |
| a. Oberlippe                                                                     | b. Oberkiefer | c. Unterkiefer |
|                                                                                  |               |                |
| d. Kinn und Unterlippe mit Lippentaster links von unten, rechts von oben gesehen |               |                |

Die Flügeldecken verbreitern sich bis zum letzten Drittel wenig, dann sind sie gemeinsam abgerundet. Sie tragen Längsreihen von Punktgruben. Sie haben vier sehr große orangerote Flecken, so dass die schwarze Grundfärbung der Deckflügel als dunkles Kreuz wahrgenommen werden kann. Da der Sumpf-Kreuzläufer durchschnittlich etwas größer ist als der Zweifleck-Kreuzläufer, erklärt sich der Artname cruxmajor (lat. crux = Kreuz, major = größer). Vorderflecken und Hinterflecken sind durch ein breites gewelltes bis gezacktes Band getrennt, seitlich trennt ein schmaler dunkler Nahtstreifen die Flecken voneinander. Die hinteren Flecken erreichen im Unterschied zu P. bipustulatus den Außenrand der Flügeldecken (Abb. 6, unten). Das Schildchen ist dreieckig und gut sichtbar.
Der Hinterleib besitzt auf der Unterseite 6 sichtbare Segmente (Abdominalsternite). Das erste Abdominalsternit (Abb. 3, rechts grün) ist weitgehend durch die Hinterhüften (Metacoxa, Abb. 3, rechts gelb) verdeckt. Die Hinterhüften sind fest mit der Hinterbrust (Abb. 3, rechts orange) verbunden und innen plattenförmig erweitert. Dort ragen sie über das erste Segment des Hinterleibs hinaus.
Die Beine sind für Laufkäfer relativ schwach entwickelt. Die Tarsen sind alle fünfgliedrig (Tarsenformel 5-5-5). Beim Männchen sind die ersten beiden Tarsenglieder erweitert. Der Schenkelring (Trochanter) der Hinterbeine (Abb. 3, rechts türkis) ist wie bei Laufkäfern üblich groß und vorstehend. Die Mittelbrust umschließt die Hüfthöhlen des mittleren Beinpaars seitlich (Im Bild verdeckt).

### Ähnliche Arten
- Zweifleck-Kreuzläufer (Panagaeus bipustulatus)

## Vorkommen
Die Tiere kommen in der Paläarktis vor. Im Norden reicht ihr Verbreitungsgebiet bis in den Süden Norwegens, Zentralschweden und -finnland. Sie kommen auch in England und Irland vor. Sie leben in feuchten Biotopen, wie etwa an Gewässerufern oder in feuchten Wäldern und auf Feuchtwiesen. Man findet sie unter Steinen oder zwischen Moos und Laub. Sie sind selten.

## Lebensweise
Die Imagines schlüpfen im Herbst und überwintern. Sie haben eine Lebenserwartung von etwa einem Jahr. Wie alle Arten der Unterfamilie Panagaeinae können sie bei Gefahr einen unangenehmen Geruch aussondern.